# Комета Лекселя
Комета Лекселя (обозначение — D/1770 L1) — долгопериодическая комета, открытая в XVIII веке. Известна как ближайшая зафиксированная комета к Земле за всю историю астрономических наблюдений. Впервые была замечена французским астрономом Шарлем Мессье 14 июня 1770 года. Орбита кометы была подробно рассчитана шведским астрономом Андерсом Лекселем, в честь которого она и получила своё имя.

## Открытие и наблюдения
Комета была обнаружена Шарлем Мессье 14 июня 1770 года в созвездии Рыб. Изначально её блеск составлял около +7^m, однако за последующие недели яркость значительно возросла, сделав комету видимой невооружённым глазом.
1 июля 1770 года комета прошла на минимальном расстоянии от Земли — около 2,2 миллиона километров (0,015 астрономической единицы), что в пять-шесть раз превышает расстояние от Земли до Луны. Это сближение остаётся самым близким за всю историю достоверных астрономических наблюдений комет.
Комета выглядела как большой яркий объект с коротким хвостом. Угловой размер её комы в небе достигал около 2°, что в четыре раза больше видимого диаметра полной Луны. Наблюдения продолжались до начала октября 1770 года.

## Расчёт орбиты
Орбиту кометы впервые определил шведский астроном Андерс Лексель, работавший в Санкт-Петербурге. Он установил, что комета двигалась по сильно вытянутой эллиптической орбите с орбитальным периодом около 5,58 года. Орбита пересекала орбиту Земли, что объясняло её близкий проход в 1770 году.
Расчёты также показали, что в 1767 году (до открытия) комета сближалась с Юпитером, что привело к изменению её траектории и перемещению на орбиту, пересекающую внутренние области Солнечной системы.

## Характеристики
Перигелий: около 1,3 астрономической единицы (а.е.) 
Апогелий: около 4,0 а.е.
Орбитальный период: около 5,58 года (до сближения с Юпитером в 1779 году)
Наклонение орбиты: около 1,6°
Минимальное расстояние до Земли: около 2,2 миллиона километров
Диаметр ядра: оценивается от 8 до 10 километров

## Возвращения и дальнейшая судьба
По расчётам, комета должна была вернуться к перигелию около 1776 года, затем около 1781–1782 годов, 1787–1788 годов и так далее, примерно каждые 5,5–6 лет. Однако ни одно из ожидаемых возвращений не было подтверждено астрономическими наблюдениями.
Одной из причин исчезновения кометы стало её сближение с Юпитером в июле 1779 года. Под воздействием мощного гравитационного поля планеты-гиганта орбита кометы была значительно изменена. Вероятнее всего, после 1779 года комета была либо выброшена на дальнюю орбиту за пределы Солнечной системы, либо разрушилась в результате приливных сил или столкновений.
Вследствие этого комета получила префикс «D» в официальном обозначении, который в классификации комет означает «Disappeared» («исчезнувшая»).

## Современные исследования и гипотезы
Современные исследования предполагают, что остатки кометы Лекселя могут всё ещё находиться в околоземном пространстве в виде фрагментов. Некоторые астрономы предполагали, что небольшие околоземные астероиды, такие как 2010 JL33 или 2010 KQ, могли быть её фрагментами, однако прямые доказательства отсутствуют.
Также обсуждается гипотеза, что если комета сохранилась, то она могла измениться до состояния тусклого объекта, не способного быть замеченным без специализированных наблюдений.
Комета Лекселя является важным примером изучения влияния гравитационных взаимодействий с планетами на динамику малых тел в Солнечной системе.